# Гайор Лілія Казимирівна
Гайóр Лілія Казимирівна (нар. 11 липня 1971, Львів) — українська спортсменка з веслування на байдарках і каное.
В 1991 — Майстер спорту України міжнародного класу 1991. Лілія закінчила Львівський інститут фізичної культури 1993.
Вона здобула 4 місце на чемпіонаті світу 1989; срібна призерка Кубків світу і Європи 1993; бронзова призерка Кубка Європи 1993.

## Джерело
- Гайор Лілія Казимирівна [Архівовано 22 січня 2021 у Wayback Machine.] // Енциклопедія сучасної України / ред. кол.: І. М. Дзюба [та ін.] ; НАН України, НТШ. — К. : Інститут енциклопедичних досліджень НАН України, 2001–2024. — ISBN 966-02-2074-X.